# Eritrichium subjacquemontii
Eritrichium subjacquemontii är en strävbladig växtart som beskrevs av Mikhail Grigoríevič Popov. Eritrichium subjacquemontii ingår i släktet Eritrichium och familjen strävbladiga växter. Inga underarter finns listade i Catalogue of Life.